# Thomas Johansson
Pour les articles homonymes, voir Johansson.
Thomas Johansson, né le 24 mars 1975 à Linköping, est un joueur de tennis suédois, professionnel de 1994 à 2009.
Il gagne son premier tournoi en 1997 à Copenhague. En 1999, il remporte son premier Masters Series à Montréal et devient no 11 mondial.
En 2002, il remporte l’Open d'Australie, son seul titre du Grand Chelem, en battant le favori Marat Safin en finale, sans affronter le moindre top 20 avant la finale et le moindre top 8 du tournoi. Il obtient son meilleur classement en juin 2002 : 7e mondial. Classé 14e, il joue un match lors du Masters de 2002 en remplaçant Andre Agassi, forfait après deux matchs.
Il a remporté au total 10 tournois (dont 9 en simple). Ce spécialiste des surfaces rapides voit sa fin de carrière perturbée par un déficit visuel.

## Biographie

### Carrière de joueur

#### 2002: succès à l'Open d'Australie
Thomas Johansson commence sa saison à l'Open de Chennai où il bat Ivo Heuberger (6-4, 6-4) puis Olivier Rochus (4-6, 6-3, 6-4) avant de s'incliner contre Paradorn Srichaphan (6-4, 3-6, 2-6). Il dispute ensuite l'Open d'Australie, avec le dossard no 18 au classement mondial, il y bat Jacobo Díaz 89e mondial (6-1, 3-6, 7-62, 6-4), Markus Hipfl 75e (6-4, 6-1, 6-4), Younès El Aynaoui 23e (5-7, 6-2, 6-2, 6-4), Adrian Voinea 107e (68-7, 6-2, 6-0, 6-4), Jonas Björkman 64e (6-0, 2-6, 6-3, 6-4) et Jiří Novák 24e (7-65, 0-6, 4-6, 6-3, 6-4) puis s'impose en finale contre le favori Marat Safin 11e (3-6, 6-4, 6-4, 7-64) en n'ayant affronté aucun membre du top 20 avant la finale et de remporter le tournoi sans battre de top 10.
Il entame le mois de février par l'Open 13, où il s'incline d'entrée contre Greg Rusedski (6-4, 3-6, 6-3). Il participe ensuite au Tournoi de Rotterdam dont il a disputé la finale en 1998. Il bat Hicham Arazi (6-4, 6-4) avant de s'incliner contre Arnaud Clément (6-2, 6-3). À l'Open de Dubaï, il bat Albert Costa puis Alex Calatrava (6-2, 2-1, ab.) et Tim Henman (6-4, 6-3) avant de s'incliner en demi-finale contre Younès El Aynaoui (7-65, 4-6, 6-3).
Lors de la tournée américaine, il perd d'entrée à Indian Wells contre Thomas Enqvist (7-64, 2-6, 6-4) et en huitièmes de finale à Miami contre Andre Agassi (7-5, 6-2) après avoir battu Olivier Rochus (6-2, 7-5), Arnaud Clément (6-3, 6-4) et Guillermo Coria (6-1, 6-4).
Il entame la saison sur terre battue au Masters de Monte-Carlo où il bat Magnus Norman (6-2, 64-7, 6-1), Stefan Koubek (6-1, 6-4) et Andrei Pavel (1-6, 6-4, 7-5) pour s'incliner contre Tim Henman (2-6, 6-4, 7-64). Il est éliminé d'entrée à l'Open de Munich par Rainer Schüttler (7-5, 6-3). Il s'incline également d'entrée au Masters de Rome contre Arnaud Clément (6-4, 6-4). Au Masters de Hambourg, il bat Jonas Björkman (62-7, 6-3, 6-3) pour s'incliner contre Mariano Zabaleta, passé par les qualifications (6-4, 6-2).
Il finit l'année à la 14e place mondiale avec à la clé un titre à l'Open d'Australie et une participation au Masters à la suite du forfait d'Andre Agassi.

#### 2003: blessures
Thomas Johansson manque la totalité de la saison en raison d'une blessure au genou contractée en 2002 qui s'est réveillée.

#### 2005: Retour àWimbledon
Il parvient en demi-finale de Wimbledon, ne s'inclinant qu'en 4 sets très serrés contre Andy Roddick (6-7, 6-2, 7-6, 7-6).
Il finit l'année à la 14e place mondiale.

#### 2009: Fin de carrière et retraite sportive
En juin 2009, Thomas Johansson annonce mettre fin à sa carrière à 34 ans. Actuellement, il est encore le dernier Suédois à avoir remporté un tournoi du Grand Chelem.

### Carrière d'entraîneur
Il devient l'entraîneur du Belge David Goffin le 27 février 2019. Il avait rejoint son équipe une première fois en tant que "conseiller", de février à novembre 2016. Il a également coaché la Danoise Caroline Wozniacki entre septembre et octobre 2012, ainsi que le Croate Borna Ćorić en 2015.

## Palmarès

### Titres en simple messieurs
| No | Date       | Nom et lieu du tournoi                 | Catégorie    | Dotation    | Surface         | Finaliste           | Score              |          |
| -- | ---------- | -------------------------------------- | ------------ | ----------- | --------------- | ------------------- | ------------------ | -------- |
| 1  | 10-03-1997 | Copenhagen Open, Copenhague            | World Series | 203 000 $   | Moquette (int.) | Martin Damm         | 6-4, 3-6, 6-2      |          |
| 2  | 17-03-1997 | St. Petersburg Open, Saint-Pétersbourg | World Series | 300 000 $   | Moquette (int.) | Renzo Furlan        | 6-3, 6-4           |          |
| 3  | 02-08-1999 | du Maurier Open, Montréal              | Super 9      | 2 200 000 $ | Dur (ext.)      | Ievgueni Kafelnikov | 1-6, 6-3, 6-3      | Parcours |
| 4  | 20-11-2000 | Scania Stockholm Open, Stockholm       | Int' Series  | 775 000 $   | Dur (int.)      | Ievgueni Kafelnikov | 6-2, 6-4, 6-4      |          |
| 5  | 11-06-2001 | Gerry Weber Open, Halle (Westf.)       | Int' Series  | 975 000 $   | Gazon (ext.)    | Fabrice Santoro     | 6-3, 65-7, 6-2     | Parcours |
| 6  | 18-06-2001 | The Samsung Open, Nottingham           | Int' Series  | 375 000 $   | Gazon (ext.)    | Harel Levy          | 7-5, 6-3           | Parcours |
| 7  | 14-01-2002 | Australian Open, Melbourne             | G. Chelem    | 3 942 915 $ | Dur (ext.)      | Marat Safin         | 3-6, 6-4, 6-4, 7-6 | Parcours |
| 8  | 25-10-2004 | If Stockholm Open, Stockholm           | Int' Series  | 625 000 $   | Dur (int.)      | Andre Agassi        | 3-6, 6-3, 7-64     | Parcours |
| 9  | 24-10-2005 | St. Petersburg Open, Saint-Pétersbourg | Int' Series  | 975 000 $   | Dur (int.)      | Nicolas Kiefer      | 6-4, 6-2           | Parcours |

### Finales en simple messieurs
| No | Date       | Nom et lieu du tournoi                              | Catégorie   | Dotation  | Surface         | Vainqueur           | Score          |          |
| -- | ---------- | --------------------------------------------------- | ----------- | --------- | --------------- | ------------------- | -------------- | -------- |
| 1  | 02-03-1998 | ABN AMRO World Tennis Tournament, Rotterdam         | Int' Series | 725 000 $ | Moquette (int.) | Jan Siemerink       | 7-62, 6-2      |          |
| 2  | 09-11-1998 | Stockholm Open, Stockholm                           | Int' Series | 800 000 $ | Dur (int.)      | Todd Martin         | 6-3, 6-4, 6-4  |          |
| 3  | 14-06-2004 | Nottingham Open by The Sunday Telegraph, Nottingham | Int' Series | 355 000 $ | Gazon (ext.)    | Paradorn Srichaphan | 1-6, 7-64, 6-3 | Parcours |
| 4  | 23-10-2006 | St. Petersburg Open, Saint-Pétersbourg              | Int' Series | 975 000 $ | Moquette (int.) | Mario Ančić         | 7-5, 7-62      | Parcours |
| 5  | 08-10-2007 | If Stockholm Open, Stockholm                        | Int' Series | 775 000 $ | Dur (int.)      | Ivo Karlović        | 6-3, 3-6, 6-1  | Parcours |

### Titre en double messieurs
| No | Date       | Nom et lieu du tournoi     | Catégorie   | Dotation  | Surface      | Partenaire     | Finalistes                    | Score            |          |
| -- | ---------- | -------------------------- | ----------- | --------- | ------------ | -------------- | ----------------------------- | ---------------- | -------- |
| 1  | 10-07-2006 | Synsam Swedish Open Båstad | Int' Series | 355 000 $ | Terre (ext.) | Jonas Björkman | Christopher Kas Oliver Marach | 6-3, 4-6, [10-4] | Parcours |

### Finale en double messieurs
| No | Date       | Nom et lieu du tournoi | Catégorie     | Surface    | Vainqueurs                         | Partenaire    | Score               |          |
| -- | ---------- | ---------------------- | ------------- | ---------- | ---------------------------------- | ------------- | ------------------- | -------- |
| 1  | 11-08-2008 | Olympic Games Pékin    | J. olympiques | Dur (ext.) | Roger Federer · Stanislas Wawrinka | Simon Aspelin | 6-3, 6-4, 6-77, 6-3 | Parcours |

## Parcours dans les tournois duGrand Chelem

### En simple
| Année | Open d'Australie | Open d'Australie | Internationaux de France | Internationaux de France | Wimbledon       | Wimbledon    | US Open         | US Open          |
| ----- | ---------------- | ---------------- | ------------------------ | ------------------------ | --------------- | ------------ | --------------- | ---------------- |
| 1994  | 1er tour (1/64)  | X. Daufresne     | —                        | —                        | —               | —            | —               | —                |
| 1995  | —                | —                | 1er tour (1/64)          | P. McEnroe               | —               | —            | —               | —                |
| 1996  | 2e tour (1/32)   | Bo. Becker       | 2e tour (1/32)           | I. Kafelnikov            | 1/8 de finale   | T. Martin    | 2e tour (1/32)  | H. Dreekmann     |
| 1997  | 2e tour (1/32)   | B. Karbacher     | 1er tour (1/64)          | N. Escudé                | 2e tour (1/32)  | Bo. Becker   | 1er tour (1/64) | C. Woodruff      |
| 1998  | 1er tour (1/64)  | F. Squillari     | 1er tour (1/64)          | F. Meligeni              | 3e tour (1/16)  | F. Clavet    | 1/4 de finale   | M. Philippoussis |
| 1999  | 1er tour (1/64)  | N. Lapentti      | —                        | —                        | 2e tour (1/32)  | F. Clavet    | —               | —                |
| 2000  | 2e tour (1/32)   | W. Ferreira      | 2e tour (1/32)           | M. Chang                 | 1/8 de finale   | P. Rafter    | 1/4 de finale   | T. Martin        |
| 2001  | 3e tour (1/16)   | S. Grosjean      | 1er tour (1/64)          | A. Agassi                | 2e tour (1/32)  | A. Roddick   | 1/8 de finale   | M. Safin         |
| 2002  | Victoire         | M. Safin         | 2e tour (1/32)           | A. Clément               | 1er tour (1/64) | F. Saretta   | —               | —                |
| 2003  | —                | —                | —                        | —                        | —               | —            | —               | —                |
| 2004  | 1er tour (1/64)  | M. Philippoussis | —                        | —                        | 3e tour (1/16)  | R. Federer   | 3e tour (1/16)  | N. Kiefer        |
| 2005  | 1/8 de finale    | D. Hrbatý        | 2e tour (1/32)           | D. Sánchez               | 1/2 finale      | A. Roddick   | 2e tour (1/32)  | S. Grosjean      |
| 2006  | 1/8 de finale    | I. Ljubičić      | 1er tour (1/64)          | C. Rochus                | 1er tour (1/64) | J. Björkman  | 1er tour (1/64) | S. Grosjean      |
| 2007  | 2e tour (1/32)   | D. Ferrer        | 1er tour (1/64)          | J. Hájek                 | 1er tour (1/64) | G. Monfils   | 3e tour (1/16)  | A. Roddick       |
| 2008  | 1er tour (1/64)  | M. Baghdatís     | 1er tour (1/64)          | N. Davydenko             | 2e tour (1/32)  | M. Baghdatís | 1er tour (1/64) | E. Gulbis        |

N.B. : à droite du résultat se trouve le nom de l'ultime adversaire.

### En double
| Année | Open d'Australie             | Open d'Australie            | Internationaux de France    | Internationaux de France | Wimbledon                   | Wimbledon             | US Open                      | US Open                     |
| ----- | ---------------------------- | --------------------------- | --------------------------- | ------------------------ | --------------------------- | --------------------- | ---------------------------- | --------------------------- |
| 2001  | 1er tour (1/32) J. Landsberg | J. Gimelstob S. Humphries   | —                           | —                        | —                           | —                     | —                            | —                           |
| 2002  | —                            | —                           | —                           | —                        | —                           | —                     | —                            | —                           |
| 2003  | —                            | —                           | —                           | —                        | —                           | —                     | —                            | —                           |
| 2004  | —                            | —                           | —                           | —                        | 2e tour (1/16) J. Landsberg | M. Knowles D. Nestor  | 1er tour (1/32) R. Lindstedt | M. Damm C. Suk              |
| 2005  | —                            | —                           | —                           | —                        | —                           | —                     | 1/8 de finale R. Koenig      | W. Black K. Ullyett         |
| 2006  | —                            | —                           | 2e tour (1/16) W. Moodie    | I. Ljubičić U. Vico      | —                           | —                     | 2e tour (1/16) R. Lindstedt  | B. Bryan M. Bryan           |
| 2007  | 1er tour (1/32) J. Nieminen  | J. Erlich A. Ram            | 1er tour (1/32) J. Nieminen | S. Roitman M. Verkerk    | 1/8 de finale A. Pavel      | A. Clément M. Llodra  | 2e tour (1/16) C. Haggard    | M. Fyrstenberg M. Matkowski |
| 2008  | 2e tour (1/16) A. Pavel      | M. Fyrstenberg M. Matkowski | —                           | —                        | 2e tour (1/16) J. Melzer    | J. Benneteau N. Mahut | 1er tour (1/32) J. Brunström | M. Bhupathi M. Knowles      |

N.B. : le nom du ou de la partenaire se trouve sous le résultat ; le nom des ultimes adversaires se trouve à droite.

## Parcours dans lesMasters 1000
| Année | Indian Wells          | Miami                    | Monte-Carlo             | Rome                   | Hambourg                    | Canada                   | Cincinnati               | Stuttgart puis Madrid       | Paris                     |
| ----- | --------------------- | ------------------------ | ----------------------- | ---------------------- | --------------------------- | ------------------------ | ------------------------ | --------------------------- | ------------------------- |
| 1997  | —                     | —                        | 1er tour F. Clavet      | 2e tour M. Larsson     | —                           | —                        | 2e tour M. Ríos          | 1er tour N. Kiefer          | 2e tour J. Björkman       |
| 1998  | —                     | —                        | 1er tour M. Woodforde   | 1er tour I. Kafelnikov | —                           | —                        | 1/4 de finale M. Larsson | 1/8 de finale J. Björkman   | 2e tour P. Sampras        |
| 1999  | 2e tour S. Schalken   | 2e tour J. Krošlák       | 1er tour T. Muster      | 1er tour A. Gaudenzi   | 1er tour F. Meligeni        | Victoire I. Kafelnikov   | 1er tour R. Schüttler    | 1er tour D. Hrbatý          | 1er tour M. Chang         |
| 2000  | 2e tour T. Enqvist    | 1er tour C. Saulnier     | 1er tour K. Alami       | 1er tour N. Lapentti   | 1er tour M. Norman          | 2e tour W. Ferreira      | 1er tour S. Koubek       | 2e tour A. Agassi           | —                         |
| 2001  | 2e tour N. Escudé     | 1/8 de finale R. Federer | 1er tour A. Ilie        | 1er tour R. Federer    | 1/4 de finale J. C. Ferrero | 2e tour J. Golmard       | 1er tour A. Pavel        | 2e tour G. Cañas            | 1/4 de finale T. Haas     |
| 2002  | 1er tour T. Enqvist   | 1/8 de finale A. Agassi  | 1/4 de finale T. Henman | 1er tour A. Clément    | 2e tour M. Zabaleta         | 2e tour T. Martin        | 1er tour T. Dent         | 1/8 de finale A. Calleri    | 1/8 de finale A. Agassi   |
| 2003  | —                     | —                        | —                       | —                      | —                           | —                        | —                        | —                           | —                         |
| 2004  | 2e tour L. Hewitt     | 1er tour N. Davydenko    | —                       | —                      | —                           | 1/2 finale R. Federer    | 2e tour A. Agassi        | —                           | 1er tour S. Sargsian      |
| 2005  | 2e tour J. Björkman   | 1/4 de finale R. Nadal   | 1er tour J.-R. Lisnard  | 2e tour D. Ferrer      | 1er tour J. I. Chela        | 2e tour X. Malisse       | 1er tour D. Hrbatý       | 1/8 de finale D. Nalbandian | 1/8 de finale I. Ljubičić |
| 2006  | —                     | —                        | —                       | 2e tour T. Henman      | 1er tour P.-H. Mathieu      | 1/8 de finale X. Malisse | 1er tour M. Baghdatís    | —                           | 2e tour T. Gabachvili     |
| 2007  | 3e tour I. Ljubičić   | 2e tour F. González      | 1er tour Be. Becker     | —                      | —                           | —                        | —                        | —                           | —                         |
| 2008  | 2e tour J. C. Ferrero | 3e tour J. Tipsarević    | —                       | —                      | —                           | 2e tour A. Murray        | 1er tour A. Clément      | —                           | —                         |

N.B. : sous le résultat se trouve le nom de l’ultime adversaire.

## Classement ATP en fin de saison

### En simple
| Année | 1993 | 1994 | 1995 | 1996 | 1997 | 1998 | 1999 | 2000 | 2001 | 2002 | 2003 | 2004 | 2005 | 2006 | 2007 | 2008 | 2009 |
| Rang  | 422  | 486  | 126  | 60   | 39   | 17   | 40   | 39   | 18   | 14   | -    | 30   | 14   | 71   | 62   | 136  | 606  |

### En double
| Année | 1994 | 1995 | 1996 | 1997 | 1998 | 1999 | 2000 | 2001 | 2002 | 2003 | 2004 | 2005 | 2006 | 2007 | 2008 |
| Rang  | 495  | 271  | -    | 355  | 210  | 382  | 165  | 294  | 172  | -    | 253  | 73   | 136  | 105  | 127  |

Source : (en) Classements de Thomas Johansson sur le site officiel de la Fédération internationale de tennis